# Nekrasowe (rejon krasnohwardijski)
Nekrasowe (ukr. Некрасове, ros. Некрасово, Niekrasowo) – wieś na Ukrainie, w Autonomicznej Republice Krymu (de iure stanowiącej integralną część państwa ukraińskiego, w 2014 anektowanej przez Rosję i odtąd funkcjonującej jako Republika Krymu), w rejonie krasnohwardijskim. W 2001 liczyła 1010 mieszkańców, wśród których 137 wskazało jako ojczysty język ukraiński, 512 rosyjski, 323 krymskotatarski, 2 mołdawski, 1 bułgarski, 4 białoruski, a 33 inny. Według spisu ludności przeprowadzonego przez okupacyjne władze rosyjskie populacja wsi w 2014 wynosiła 1026 osób.